# Aucha pronans
Aucha pronans är en fjärilsart som beskrevs av Max Wilhelm Karl Draudt 1950. Aucha pronans ingår i släktet Aucha och familjen nattflyn. Inga underarter finns listade i Catalogue of Life.